# Halhatlan Joe
Halhatlan Joe (eredetileg Immortan Joe), születési nevén Joe Moore, a Mad Max című ausztrál posztapokaliptikus akciófilm-sorozat kitalált szereplője, aki először a 2015-ös Mad Max – A harag útja című film főellenségeként tűnt fel, a harag útja azonos című képregénysorozatában és a 2024-es Furiosa: Történet a Mad Maxből című előzményfilmben is fontos szerepet tölt be. A sorozat radioaktív, posztapokaliptikus pusztaságában Halhatlan Joe egy nagyhatalmú hadúr; fanatikus „hadfiúkból” álló serege a skandináv mitológia isteneként tiszteli őt, aki majd a Valhallába vezeti őket. Joe a Sziklavár, a pusztaság egyik utolsó megmaradt édesvízforrása feletti irányításával uralja a régió gazdaságát. Azonban a sugárzás miatt hihetetlenül beteg is. A vágya, hogy genetikailag egészséges örököst nemzzen a királyságának, arra készteti, hogy szexrabszolgákból háremet tartson. A hárem egyik jelöltje Furiosa, aki azonban Dementus hadúr legyőzésénél Joe megbízható hadnagya lesz, mielőtt ellene fordulna, hogy kiszabadítsa megmaradt rabszolgáit a várból, ezzel kiváltva a harag útja film eseményeit.
A harag útja filmben Halhatlan Joe-t Hugh Keays-Byrne játszotta, aki korábban az eredeti Mad Maxben Toecutter-t alakította. A Furiosa című filmben Lachy Hulme alakította a karaktert, mivel Keays-Byrne 2020-ban elhunyt.

## Karakterleírás
A Harag Útja filmben Halhatlan Joe a „pusztaság uralkodója. Átlátszó, műanyag páncélt - mellkaspáncélt - visel gennyes sebeinek elfedésére, hosszú, fehér haja egy csontvázmosolyú maszk körül lobog, mellyel légzőkészülékét fedi el”. A páncéljának több változatán, (amely autó- és mobiltelefon-alkatrészekből készült) kitüntetések és néhány valódi katonai jelvény (például az amerikai haditengerészet tiszti sapkájának jelvénye) látható, az Artisan Armours nevű brit cégnél készült az Egyesült Királyságban.
Joe hatalmának alapját a hadifiúk képezik, egy olyan fiatal férfiakból álló sereg, akik a pusztaság radioaktivitása miatt rákot és más halálos betegségeket kaptak. Hogy ezeket a férfiakat a zászlaja alá gyűjtse, Joe kitalál egy autó-központú vallást, amelynek ő maga a feje. Arra bátorítja a már haldokló Hadifiúkat, hogy dicsőséges halált keressenek a csatában, és a bátor katonáknak helyet ígér a Valhallában. Azt is megengedi nekik, hogy a sziklaerődjében, a várban éljenek, míg az egyszerű emberek mocskos alagutakban laknak. Ahhoz, hogy a Hadifiúk gyorsan közlekedhessenek a pusztaságban, egy nagy gyűjteményt tart fenn az apokalipszis előtti járművekből, amelyet „Szent Motorok Házának” nevez; szerelői kreatívan átalakítják a járműveket harci gépezetekké, beleértve a „hadivasat”, egy erősen felfegyverzett és páncélozott ellátmányszállító tankert, amely kereskedelmi árukat szállít át a törvény nélküli pusztaságon.
Bár a hadifiúk kérdés nélkül engedelmeskednek neki, és halhatatlannak hiszik, Joe lassan haldoklik, és három fia közül egyik sem tűnik tökéletes utódnak: Rictus Erectus fizikailag erős, de ostoba, és oxigénpalackra van szüksége a légzéshez; Scabrous Scrotus torz és pszichésen instabil; Corpus Colossus pedig, bár rendkívül intelligens, üvegcsont-betegsége (osteogenesis imperfecta) van. Ennek következtében Joe kényszeresen vásárol, rabol és lop el genetikailag egészséges nőket, abban a reményben, hogy egészséges örököst nemzhet, mielőtt meghal.

## Fiktív életrajz

### Képregény
A 2015-ben megjelent, a filmmel azonos című képregény elmeséli Joe hatalomra jutásának történetét. Az eredetileg Joe Moore nevű férfi, akiből Halhatlan Joe lett, az ausztrál hadsereg ünnepelt katonája volt ezredesként. A 21. század elején a víz- és olajháborúban harcolt, ez a háború hozzájárult a globális apokalipszis kialakulásához. A civilizáció összeomlása után ő és az emberei elhagyták a posztjukat, és a legtöbb emberhez hasonlóan az ausztrál Outback-be vonultak. Ezután kegyetlen útszéli bandává váltak, Joe gyakran rabszolgaként tartotta az ellenséges bandák tagjainak feleségeit és lányait. Volt egy meg nem nevezett testvére is, aki követte őt.
Egyik portyája során egy kivégzés előtt álló kövér kannibál mesél Joe-nak egy hatalmas vízlelőhelyről, ahová szinte lehetetlen bejutni. A sok veszteség ellenére Joe-nak végül sikerül elfoglalnia a víztározót, amelyből később a Sziklavár lesz. Követői „halhatatlanként” ünneplik őt, ami végül a „Halhatlan” megtisztelő elnevezéssé alakul át.
Miközben Joe megpróbálja elfoglalni a víztározót, megfigyelőket küld ki, akik felfedeznek egy elhagyott olajfinomítót és egy ólombányát, amelyekből később Gázváros, illetve a Skulófarm lesz. Joe a jobbkezét, Kalasnyikov őrnagyot bízza meg a Skulófarm vezetésével; később skulófarmer néven híresül el a pusztaságban. Joe a vár helyét felfedő embert Gázváros irányításával jutalmazza; ő az emberevő néven válik ismertté. Bár Joe most már a Citadella ura, a sugárbetegség kezd elhatalmasodni rajta.

### Furiosa: Történet a Mad Maxből
Immortan Joe megjelenik a Furiosa, a Fury Road előzményfilmjében, amikor Dementus hadúr motoros hordája ostromolja a Citadellát. Kalasnyikov kivételével a régi katonái vagy meghaltak, vagy elmentek, így Joe-nak egy szektaszerű, főként fiatal férfiakból álló serege, a „ Hadfiúk” maradt, akik Joe-t isteni lényként imádják, aki elviszi a lelküket a Valhallába. A pusztaság radioaktivitása miatt Joe megbetegedett, és a túléléshez légzőkészülékre van szüksége. Bár Dementus arra bátorítja a Hadifiúkat, hogy puccsot szervezzenek, Joe röviden bemutatja ennek a tervnek az ostobaságát azzal, hogy egy Hadifiút arra utasít, hogy Dementus szeme láttára kövessen el öngyilkos merényletet. A Hadfiúk ezután tömegesen megtámadják a Motoros Hordát, és elűzik őket a Fellegvárból. Joe azonban kénytelen tárgyalni Dementus-szal, miután ez utóbbi csellel elfoglalja Joe testvérétől Gázvárost, ahonnan az új világban nélkülözhetetlen benzin származik, amit Joe a Fellegvár alatt található víztározó vízének kiszivattyúzására használ. Miután Dementus kísérete felfedezi, hogy foglyának, Furiosának nincs születési rendellenessége, Joe megvásárolja Dementus-tól a fiatal lányt, valamint orvosát, a Szerves Mechanikust. Azt mondja az ekkor kamaszkorú Furiosa-nak, hogy ha nagykorú lesz, az egyik „felesége” lehet. Furiosa azonban megszökik Joe magán páncélterméből, megtévesztve annak fiát, Rictus-t. Mivel egyedül nem tud elmenekülni a Fellegvárból, hamis személyazonossággal csatlakozik Joe hadseregéhez, és feljebb lép a ranglétrán.
Évekkel később Joe elhatározza, hogy megtámadja Gázvárost, mivel Dementus rossz irányítása miatt az majdnem a pusztulás szélére került. Elküldi a hadivasat, hogy vegyen fel fegyvereket és lőszert szövetségesétől, a skulófarmertől. Dementus azonban rajtaüt a hadivason, és Furiosa az egyetlen túlélő. Amikor Furiosa visszaérkezik a várba, Joe haditanácsa éppen arról vitatkozik, hogyan reagáljon a Gázvárosból felszálló fekete füstre. Furiosa, aki a fogsága alatt kiismerte Dementus harcmodorát, felismeri, hogy a füst csak trükk, és hogy Dementus azt akarja, hogy Joe teljes támadást indítson a város ellen, hogy aztán titokban megtámadhassa a védtelen Fellegvárat. Joe egyetért Furiosa-val. A hadfiúk elhitetik Dementus-szal, hogy Gázváros felé tartanak. Eközben Joe sikeresen csapdába csalja a gyanútlan Dementus-t a vár elé vezető úton, így fölénybe kerül a 40 napos pusztai háborúban a motoros horda ellen. Miután a Hadifiúk legyőzik a hordát, Furiosa elfogja a menekülő Dementus-t, és Joe előlépteti őt Imperátorrá.

### Videojáték
Joe közvetlenül nem jelenik meg a játékban, de szerepel egy csapat hadfiú, akiket a vezér fia, Scabrous Scrotus vezet. A játékban Scrotus Gázváros harmadik vezetőjeként jelenik meg (Halhatlan Joe testvére és Dementus után); Joe nem engedte, hogy Scrotus örökölje a Fellegvárat elmebaja miatt. Amikor Max a játék elején egy láncfűrészt szúr Scrotus fejébe, Scrotus elhatározza, hogy végez Max-el. A játék végén meghal, megnyitva az utat az Emberevő (Joe katonai stratégája a Furiosában ) előtt, hogy átvegye Gázváros felett az uralmat.

### Mad Max - A harag útja
A film idejére Halhatlan Joe a pusztaság leghatalmasabb hadura lett, szövetségesei szilárdan irányítják Gastownt és a Bullet Farmot is. Joe egészségi állapota azonban tovább romlott, és már ahhoz is szolgákra van szüksége, hogy egyáltalán fel tudjon kelni. Nincs egészséges örököse, és csak öt felesége maradt: Toast „a tudó”, Capable, Dag, Cheedo „a törékeny”, és a kedvence, „a ragyogó” Angharad. (Furiosa megmutatja, hogy Joe politikája az, hogy három sikertelen kísérlet után, amikor egészséges örököst próbál nemzeni, eldobja a feleségeit). E feleségek közül kettő - Angharad és Dag - terhes a hadúr egy lehetséges örökösével.
A film elején Joe egy látszólag rutinszerű ellátási útra küldi a hadivasat (Furiosa imperátor parancsnoksága alatt) Gázvárosba és Skulófarmra. Csapatai közben elfogták Max Rockatansky-t, de nincs tisztában Max jelentőségével. Amikor azonban látja, hogy Furiosa letért az útról, Joe ellenőrzi magánpáncéltermét, és rájön, hogy feleségei megszöktek a hadivassal. Joe dühében és kétségbeesésében a vár minden hadra fogható Hadfiúját magával viszi az üldözésre, közben segítséget kér Gázvárostól és Skulófarmtól. Az üldözés zűrzavarában Max megszökik; mivel nincs hová mennie, beleegyezik, hogy segít Furiosa-nak.
Joe majdnem elkapja a hadivasat egy szűk kanyonban, Angharad felmászik a gép oldalára, hogy emberi pajzsként szolgáljon, mivel tudja, hogy Joe nem fogja megkockáztatni, hogy megsérüljön a születendő gyermeke. Angharad azonban megbotlik és Joe monster truck-jának kerekei alá kerül, amely elgázolja őt, megölve Angharadot és a magzatot is. A császármetszés során kiderül, hogy a baba testileg hibátlan lett volna, ami még jobban feldühíti Joe-t.
Joe megállítja a seregét a sivatagban, amíg elgondolkodik a következő lépésén. Nagy meglepetésére látja, hogy a hadivas visszafordult, és a Sziklavár felé tart, mivel Furiosa eredeti célpontja, a zöld hely már nem alkalmas az életre. A Furiosa-filmben bemutatott csel (amikor meg akarták támadni Gázvárost) ironikus visszhangjaként Joe rájön, hogy védtelenül hagyta a Fellegvárat. Ennek ellenére sikerül megelőznie a hadivasat két Cadillacből összeépített járgányával (Gigahorse). Furiosa azonban felszáll a Gigahorse-ra, és egy szigonnyal letépi Joe légzőmaszkját, széttépve állkapcsát, ezzel megölve őt. Furiosa csapata elfoglalja a Gigahorse-ot, és a kanyonban, ahol Angharad meghalt, hatalmas karambolt okoz a hadivassal, megakadályozva, hogy Joe seregének többi része üldözőbe vegye őket. Furiosa akadálytalanul visszatér a Fellegvárba, ahol Max bemutatja Joe holttestét a helyieknek, akik ünneplik a halálát. Miután elvesztették „megmentőjüket”, a megmaradt hadfiúk vonakodva átadják a várat Furiosa-nak, végleg véget vetve Joe rendszerének és dinasztiájának.

## Fogadtatás
Michael Rothman az ABC Newsnak írt a filmről, és úgy jellemezte Halhatlan Joe-t, mint „egy igazi rosszfiút, aki egyáltalán nem hasonlít egyetlen olyan gonosztevőre sem, aki valaha is szerepelt a filmvásznon”. Joanna Robinson, a Vanity Fair munkatársa „rémálomszerűnek” és „egy eléggé klasszikus Miller-alkotásnak írta le, akinek koponyafétisét még egy gót is megirigyelné”. Spencer Kornhaber a The Atlantic-tól azt írta: „Talán a 2015-ös év állt a legközelebb ahhoz, hogy táptalajt adjon a ”Minden idők legjobb gonosztevői„ listára, a harag útja filmben, ahol Halhatlan Joe, a rabszolgatartó király egy undorító maszkkal és ugyanannyira undorító pofával rendelkezett."

## Fordítás
Ez a szócikk részben vagy egészben  az   Immortan Joe című angol Wikipédia-szócikk ezen változatának fordításán alapul.  Az eredeti cikk szerkesztőit annak laptörténete sorolja fel. Ez a jelzés csupán a megfogalmazás eredetét és a szerzői jogokat jelzi, nem szolgál a cikkben szereplő információk forrásmegjelöléseként.